# Mittelhausen (Francia)
Mittelhausen è un comune francese di 550 abitanti situato nel dipartimento del Basso Reno nella regione del Grand Est.

## Società

### Evoluzione demografica
Abitanti censiti